# James Shirley

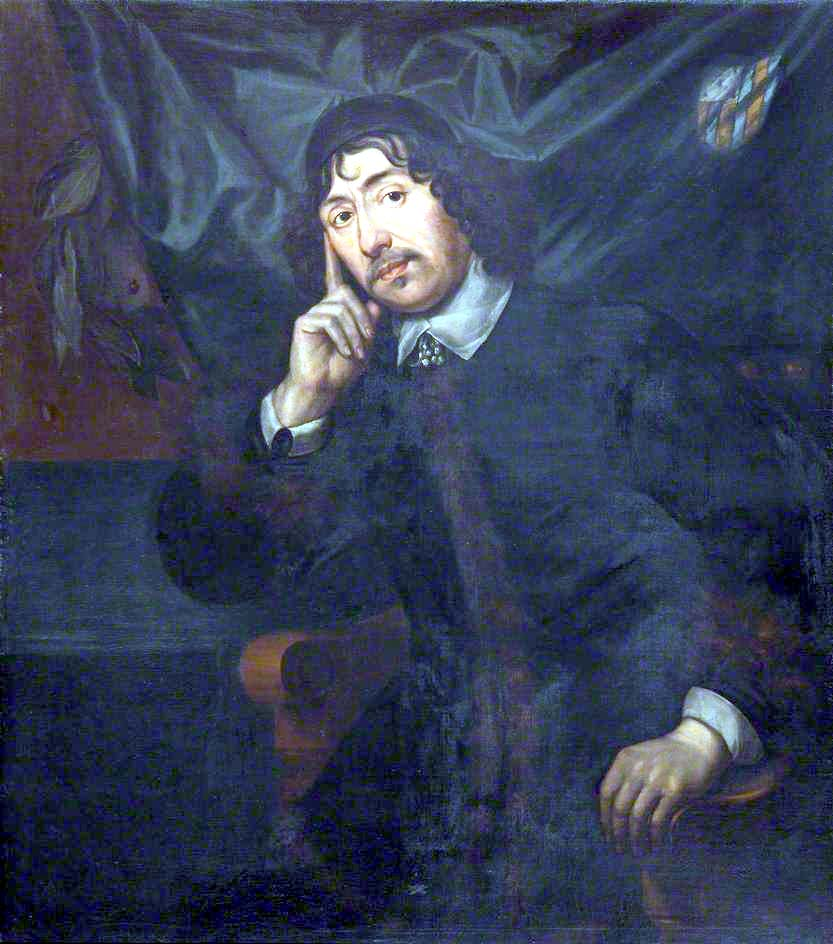
James Shirley

James Shirley (Londen, 13 september 1596 – aldaar, begr. 29 oktober 1666) was een Engels dichter en toneelschrijver die vooral actief was tijdens de periode van Karel I.
Shirley werd opgeleid aan de Londense Merchant Taylors' School en bezocht vervolgens St. John’s College in Oxford en St. Catherine's Hall (het later St Catharine's College) in Cambridge. Zijn eerste dichtwerk, Echo: or, The Unfortunate Lovers dateert uit 1618. Het is in zijn oorspronkelijke vorm verloren gegaan, maar aangenomen wordt dat het grotendeels gelijk is aan het romantische gedicht Narcissus, dat in 1646 werd uitgegeven.
In 1620 werd Shirley Anglicaans geestelijke en van 1623 tot 1625 was hij hoofd van het gymnasium in St. Alban's. Toen hij vervolgens rooms-katholiek werd, moest hij zijn positie opgeven. Hij verhuisde naar Londen en voorzag in zijn onderhoud door te gaan schrijven voor het toneel. In de relatief korte periode tussen 1625 en 1642, het jaar waarin de theaters op last van het parlement werden gesloten, was hij zeer productief en realiseerde hij meer dan 30 stukken. Door deze enorme productie werd hij een van de belangrijkste schrijvers ten tijde van Karel I. Tijdens de Engelse Burgeroorlog koos hij de zijde van de royalisten. Na hun nederlaag keerde hij tijdens de ook weer korte periode van de Engelse Commonwealth terug naar het leraarsvak. In 1653 ging hij weer schrijven.
Shirley kan gezien worden als de laatste belangrijke schrijver in de indrukwekkende reeks van schrijvers in de periode van het Engels renaissancetheater. Hij overleefde de burgeroorlog en maakte het herstel van de monarchie mee onder Karel II, waarin het theater een nieuwe opleving doormaakte. Hij overleed, samen met zijn vrouw, aan de gevolgen van ontberingen na de Grote brand van Londen in 1666.
Hoewel hij in zijn tijd als een gerespecteerd en belangrijk schrijver werd gezien, worden zijn stukken nu niet meer gespeeld. Wel kan hij beschouwd worden als overgangsfiguur van het traditionele renaissancetheater naar het theater van de restauratie.
James Shirley’s eerste stuk was The School of Complement (1625) dat later werd hernoemd tot Love Tricks. The Maid's Revenge volgde in 1626. Hij was een bewonderaar van het invloedrijke en productieve schrijversduo Francis Beaumont en John Fletcher en werd dus ook door hen beïnvloed, zoals blijkt uit de komedies en (tragi)komedies als Hyde Park (1632), The Gamester (1633) en The Sisters (1642).
Shirley schreef aanvankelijk voor het theater The Cockpit, waar zijn stukken werden opgevoerd door het gezelschap Queen Henrietta's Men. In 1636 reisde hij naar Ierland en schreef daar voor een Iers theater. In 1640 was hij terug in Londen en werd de opvolger van Philip Massinger als schrijver voor het toonaangevende gezelschap de King's Men.
Tot zijn beste stukken behoren de komedies The Lady of Pleasure (1635), The Young Admiral (1633), The Witty Fair One (1633) en The Imposture (1640) en de tragedies The Traitor (1631), Love's Cruelty (1631), The Politician (ca. 1639) en The Cardinal (1641).